# Jack Harlow
Jackman "Jack" Thomas Harlow (Louisville, Kentucky, SAD, 13. ožujka 1998.), američki je reper, tekstopisac, glazbeni producent i glumac. Glazbenu je karijeru započeo u 2015., kada je izdao nekoliko EP-ova i mixtapeova prije nego što je potpisao ugovor s izdavačkom kućom Generation Now Dona Cannona i DJ Drame 2018. godine, "podkuće" Atlantic Recordsa.
Harlowov prvi veći uspjeh u karijeri došao je izdavanjem singla "Whats Poppin" u 2020. Uz popularnost na društvenoj mreži TikTok, zauzeo je drugo mjesto na američkoj Billboard Hot 100 ljestvici te dobio nominaciju za nagradu Grammyja. Bio je i dio XXL-ovog godišnjeg izdanja "2020 Freshman Class" prije nego što je objavio svoj debitantski studijski album, Thats What They All Say, koji je certificiran kao platinasti u SAD-u. Godine 2021. objavio je dugoočekivanu suradnju s Lil Nas X-om, "Industry Baby", koja je ostvarivši prvo mjesto na Hot 100, te tako postavši njegova prva pjesma broj jedan. U 2022. objavio je svoj drugi album Come Home the Kids Miss You, a njegov singl "First Class" postao je njegov drugi broj jedan na Hot 100 i prvi koji se našao na vrhu ljestvice.
Do sada je dobio nekoliko nominacija za nagrade od raznih institucija, uključujući "Najboljeg novog umjetnika" na Billboard Music Awardsu 2021. Iste godine proglašen je Varietyjevim "Hitmakerom godine" i uvršten je u Forbes 30 Under 30. U 2022. najavljeno je da će Harlow imati svoj glumački debi u remakeu filma White Men Can't Jump iz 1992. u režiji Calmatica.

## Osobni život
U prosincu 2022. nekoliko poznatih tabloida objavilo je da hoda s popularnom britanskom pjevačicom Duom Lipom.

## Diskografija
- Thats What They All Say (2020.)
- Come Home the Kids Miss You (2022.)

## Turneje

#### Kao glavni izvođač
- Créme de la Créme Tour (2021.)[8]
- Come Home The Kids Miss You Tour (2022.)[9]